# Фториди
Фтори́ди (застар. флуори́ди, флюори́ди) — хімічні сполуки фтору з іншими хімічними елементами. Відомі для всіх елементів, крім гелію і неону.

## Загальний опис
Розрізняють прості або бінарні фториди (солі фторидної кислоти, ковалентні фториди металів і неметалів, галогенфториди), оксифториди (наприклад POF3), гідрофториди металів, фторовмісні кислоти, комплексні фториди (наприклад Na2NiF4), силікофториди та інші.
Фториди одно- та двовалентних металів — типові солі фтористоводневої кислоти, кристали з високими температурами плавлення. Фториди перехідних металів (TiF4, VF5, MoF6, UF6) і неметалів (HF, CF4, NF3, PF5, SF6, ClF3 і т. д.) — ковалентні сполуки, які гідролізуються водою і розчиняються в органічних розчинниках.
Фториди неметалів — рідини або гази. Відомі галогенфториди, оксифториди (COF2, TiOF2, CrOF4, UO2F2) і гідрофториди (LiHF2, KH2F3 тощо).
Подвійні фториди (RbNiF3, CsFeF3) — феримагнетики. Фториди використовують для одержання фтору (з флюориту), як окиснювачі в ракетному паливі (ClF3, ClF5), для ізотопного виділення урану (UF6), виробництва оптичного скла, фторування, а також як діелектрики (SF6).

## Отримання
Фториди більшості елементів одержують взаємодією простих речовин:
H2 + F2 → 2HF
Fe + F2 → FeF2
Вищі фториди одержують з нижчих дією фтору:
ClF3 + F2 → ClF5